# غاري سمارت
غاري سمارت (بالإنجليزية: Gary Smart)‏ (29 أبريل 1964 في المملكة المتحدة - ) هو لاعب كرة قدم بريطاني في مركز الدفاع. لعب مع أكسفورد يونايتد وستيفيناغ بوروه ونادي هايز ونادي سلاو تاون ونادي ألدرشوت تاون وتشيرتسي تاون ‏ وتشيشام يونايتد ‏ وأكسفورد سيتي وووركينغهام وإمربروك ‏.

## وصلات خارجية
- غاري سمارت على موقع قاعدة بيانات كرة القدم.إي يو (الإنجليزية)